# 梅根·马丁
梅根·傑特·馬丁（英語：Meaghan Jette Martin， /ˈmeɪɡən/，1992年2月17日—），美國歌手和演員，出生於内華達州拉斯維加斯。她廣為人知的作品是在迪士尼頻道原創電影《搖滾夏令營》中飾演泰絲·泰勒，并在片中演唱《太酷》和《兩顆星》兩首歌曲。此外她還曾客串《小查與寇弟的頂級生活》《完全喬丹》《社區女護法》和《豪斯醫生》等等劇集。

## 外部連結
- Official Website （页面存档备份，存于）
- Official Music MySpace （页面存档备份，存于）
- Meaghan Jette Martin在互联网电影资料库（IMDb）上的資料（英文）
- Camp Rock Video Lifts Disney.com
- Meaghan Jette Martin Tribute : MeaghanJetteMartin.ORG - Meaghan ...
- MEAGHAN JETTE MARTIN SOURCE| The Official Fansite!